# Psychosaura agmosticha
Psychosaura agmosticha là một loài thằn lằn trong họ Scincidae. Loài này được Rodrigues mô tả khoa học đầu tiên năm 2000.